# Glanges
Glanges är en kommun i departementet Haute-Vienne i regionen Nouvelle-Aquitaine i västra Frankrike. Kommunen ligger i kantonen Saint-Germain-les-Belles som tillhör arrondissementet Limoges. År 2022 hade Glanges 510 invånare.

## Befolkningsutveckling
Antalet invånare i kommunen Glanges
| Referens: INSEE |